# Бизюково (Дорогобужский район)
Бизюко́во — деревня в Смоленской области России, в Дорогобужском районе. Расположена в центральной части области в 7 км к северо-западу от Дорогобужа, в 7 км к востоку от автодороги Р137 Сафоново — Рославль, на правом берегу Днепра. Население — 87 жителей (2007 год). Входит в состав Фрунзенского сельского поселения.

## История
Известно как минимум с 1610 года (село с церковью Воздвижения Креста Господня). История деревни тесно связана с существовавшим здесь Крестовоздвиженским монастырем. В XVIII веке при монастыре существует три слободки: Подмонастырная, Сдужительская и Квасоварова. В XIX веке церкви монастыря переданы в село, а монастырские крестьяне получили вольную. Бизюково становится центром волости. В 1864 году в селе есть школа, с 1880 года министерское училище. В начале XX века в селе 339 жителей.

## Экономика
Медпункт, почта, библиотека.

## Достопримечательности
- Неолитическая стоянка.